# McLaren W1
Der McLaren W1 ist ein heckgetriebener Mittelmotor-Hybrid-Supersportwagen des britischen Sportwagenherstellers McLaren Automotive. Er wurde am 6. Oktober 2024 vorgestellt. Voraussichtlich wird er ab 2026 ausgeliefert werden. Der Preis der 399 bestellbaren, jedoch bereits zugeteilten Exemplare beginnt in Deutschland bei etwa 2,2 Millionen Euro. McLaren selbst sieht den W1 als direkten Nachfolger des McLaren P1 an, der 2015 eingestellt wurde.

## Technik
Als Basis dient ein sogenanntes „Aerocell“-Monocoque, das, zusammen mit dem Heckdiffusor, eine Groundeffect-Aerodynamik zulässt. Eine sogenannte „Active Long Tail“-Funktion kann durch vier Elektromotoren das Heck um 30 cm verlängern, was die Wirkung des Diffusors erhöht. An der Front und am Heck gibt es jeweils aktiv gesteuerte Flügelelemente, die für zusätzlichen Abtrieb sorgen: maximal sind so 35 kN vorn und 65 kN hinten möglich. Der Heckflügel verfügt über eine DRS-Funktion, um damit die Höchstgeschwindigkeit zu erhöhen, und im Gegenzug eine „Airbrake-Funktion“, um damit die Bremswege bei hohen Geschwindigkeiten zu verkürzen.
Das Fahrwerk arbeitet mit adaptiven Dämpfern und besteht teilweise aus Titan. Das Differenzial arbeitet elektronisch. Die Bremsanlage hat vorn Sechs- und hinten Vier-Kolben-Sättel sowie 39 cm große Carbon-Keramik-Scheiben. Vorn kommen 19″-Felgen (mit Reifen der Dimension 265/35/19) und hinten 20″-Felgen (mit 335/30/20) zum Einsatz. Bestellbar ist der W1 mit Pirelli P Zero Trofeo R oder den noch extremeren Trofeo RS.
Die Türen wurden – im Gegensatz zu den anderen aktuellen McLaren-Modellen – als Flügeltüren konstruiert. Sie sind so gestaltet, dass Kühlluft an den Motor gelangt. Der 117 Liter fassende Kofferraum wurde hinter den Kopfstützen platziert.

## Motoren
Der neu und selbst entwickelte V8-Twin-Turbo-Ottomotor hat einen Zylinderbankwinkel von 90 Grad und erhält ein sogenanntes „Power Dense E-Module“. Der Verbrennungsmotor leistet 683 kW (928 PS) und dreht mit einer flachen Kurbelwelle bis maximal 9200/min. Zusätzlich ist ein 255 kW (347 PS) starker Elektromotor eingebaut. Zusammen leisten beide Motoren 938 kW (1275 PS) und stellen ein Drehmoment von 1340 Nm zur Verfügung. Rückwärts fährt der W1 rein elektrisch.
Dieser Motor soll auch die kommenden Sportwagen von McLaren antreiben.
Die elektrische Reichweite des W1 liegt bei zwei Kilometern; dies liegt an der Kapazität der Batterie von 1,4 kWh.

## Fahrleistungen
Folgende Beschleunigungswerte sind bekannt: Von 0 auf 100 km/h 2,7 Sekunden, von 0 auf 200 km/h 5,8 Sekunden und von 0 auf 300 km/h 12,7 Sekunden. Die Höchstgeschwindigkeit liegt elektronisch abgeregelt bei 350 km/h.

## Technische Daten
|                                     | W1                                                 |
| Bauzeitraum                         | ab 2026                                            |
| Motorkenndaten                      |                                                    |
| Motortyp                            | V8-Ottomotor mit 90 Grad Bankwinkel + Elektromotor |
| Motoraufladung                      | Twinscroll-Turbolader                              |
| Einbaulage                          | mittig längs                                       |
| Ventile/Nockenwellen                | 4 pro Zylinder/4                                   |
| Hubraum                             | 3988 cm³                                           |
| Bohrung × Hub                       |                                                    |
| max. Leistung Ottomotor             | 683 kW (928 PS)                                    |
| max. Leistung Elektromotor          | 255 kW (347 PS)                                    |
| max. Leistung Gesamtsystem          | 938 kW (1275 PS)                                   |
| max. Drehmoment Ottomotor bei min−1 | 900 Nm / 4500–5000                                 |
| max. Drehmoment Elektromotor        | 440 Nm                                             |
| max. Drehmoment Gesamtsystem        | 1340 Nm                                            |
| Kraftübertragung                    |                                                    |
| Antrieb                             | Hinterradantrieb                                   |
| Getriebe, serienmäßig               | 8-Gang-Doppelkupplungsgetriebe                     |
| Messwerte                           |                                                    |
| Höchstgeschwindigkeit               | 350 km/h (abgeregelt)                              |
| Beschleunigung, 0–100 km/h          | 2,7 s                                              |
| Beschleunigung, 0–200 km/h          | 5,8 s                                              |
| Beschleunigung, 0–300 km/h          | 12,7 s                                             |
| Trockengewicht                      | 1399 kg                                            |
| CO2-Emissionen (kombiniert)         | 310 g/km                                           |